# بازار جهرم
بازار جهرم یکی از بازارهای سنتی و تاریخی مشهور ایران، مربوط به اواخر دورهٔ زندیه در شهر جهرم است. بازار از نوع بازارهای صلیبی است که یک چهارسوق در وسط آن وجود دارد. این بازار از ارزنده‌ترین و بهترین نمونه‌های معماری دوره زندیه محسوب می‌شود. «حاج محمد حسین خان جهرمی» حاکم جهرم و فسا در سال ۱۲۵۰ هجری قمری این بنا را با چند کاروانسرا، تیمچه، مسجد و حمام متصل به آن، طی ۶ سال ساخت و در دوره‌های بعد، این بنا توسعه یافت. از این بنا به‌عنوان خواهر دوقلوی بازار وکیل شیراز نام برده می‌شود.
گنبد چهارسوق بازار که از نمونه‌های جالب و کم‌نظیر طاق‌زنی است؛ نسبت به سقف نقاط دیگر آن ارتفاع بیشتری دارد و در بالاترین نقطه آن یک بادگیر برای تهویه هوای درون بازار تعبیه شده‌است. دور تا دور این گنبد، همچنین بخش‌هایی از زیر آن با کاشی‌هایی زیبا مزین شده‌اند. این بازار در دو طبقه احداث شده، بخشی از حجره برای فروش اجناس هستند و بخشی دیگر هم به انبار کردن اجناس اختصاص داده شده‌اند. در اطراف بازار ۳ کاروانسرا ساخته شده که جزء مجموعه بازار محسوب می‌شوند. کاروانسرا یا تیمچه گلشن در جنوب غربی بازار، کاروانسرای لاری‌ها در شمال غربی بازار و کاروانسرای دیگری در جنوب غربی بازار که اکنون به عنوان پارکینگ اتومبیل مورد استفاده قرار می‌گیرد.

## کتیبه‌ها

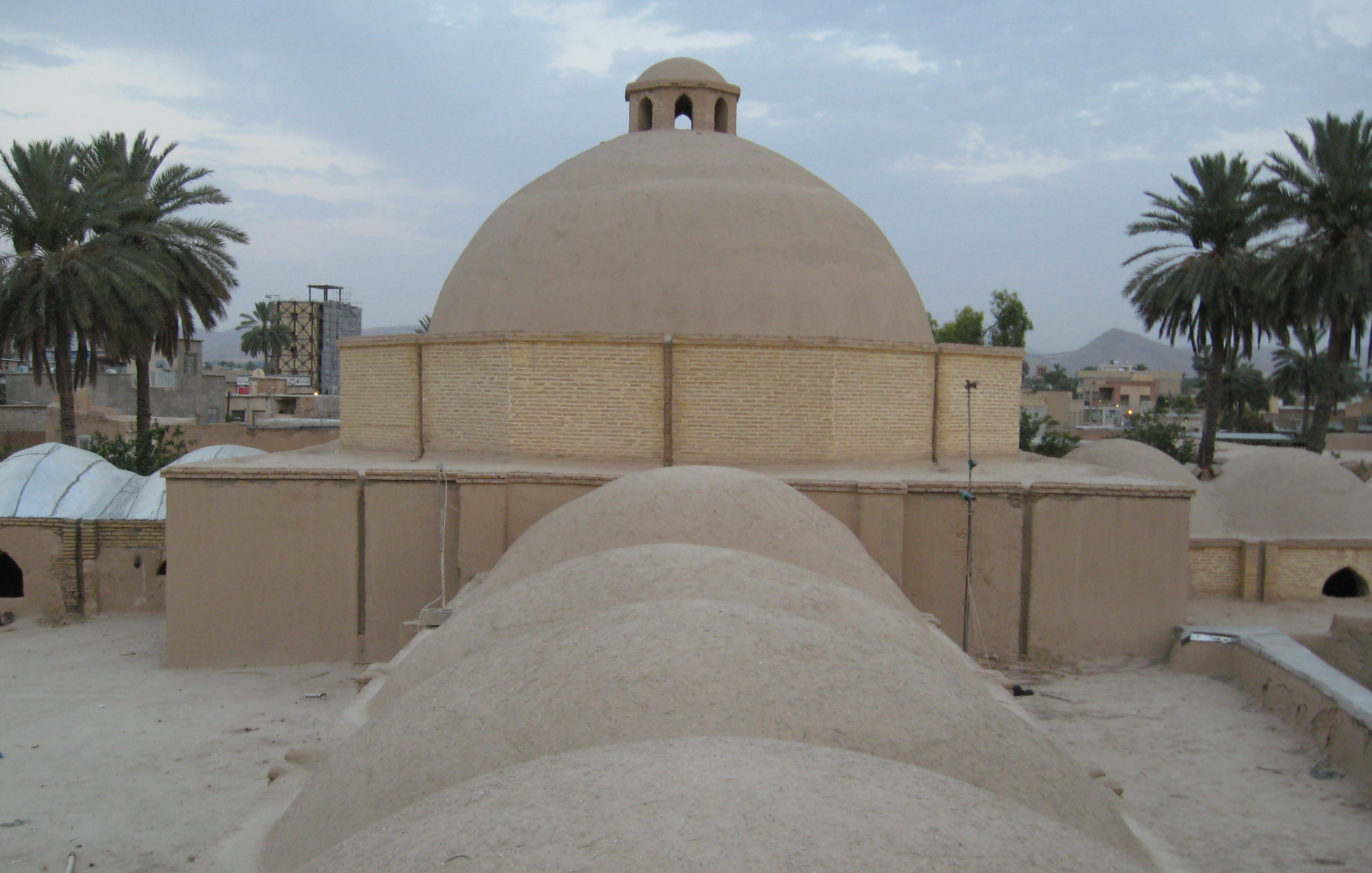
گنبد بازار جهرم

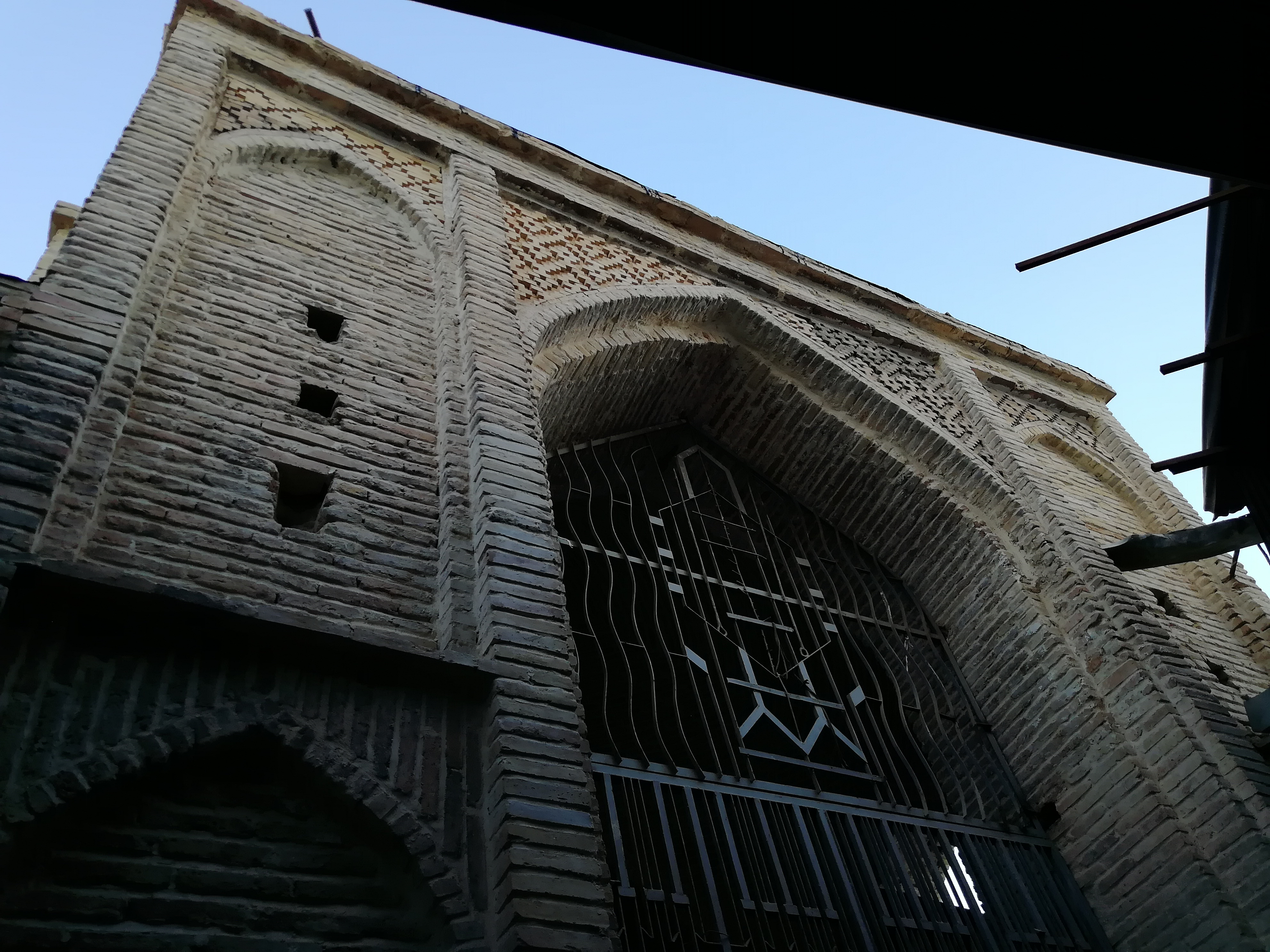
ورودی بازار جهرم

بر روی ساقهٔ گنبد چارسوق اشعاری در مورد تاریخ ساخت بازار، به خط نستعلیق بر روی کاشی نگاشته شده‌است. چهار سوق که دارای طاقیضربی است، بر روی یک هشتی قرار دارد. در چهار سمت هشتی بر روی دیوار سه کتیبه سنگی و یک کتبه گچی وجود دارد. این کتیبه‌ها در دوره‌های مختلف در حکم صدور فرمانی بوده‌اند که برای اطلاع عموم در این محل نصب می‌شده‌اند.
بر روی کتیبه‌ای که از سنگ مرمر ساخته شده و در شمال شرقی هشتی قرار دارد. نوشته شده: 
«در عهد سلطنت شاه عادل و دریا دل محمد شاه قاجار خلد الله ملکه مدی الا و الانصار فرمان فرمایی نایب الایاله فرهاد میرزا وفقه الله تعالی لما تحت و ترضی مقرب الخاقان ناظم الملک میرزا محمد علی خانی بلده جهرم را از طرح و تمام صواد در حلمی و غیر حلمی معاف داشت و هر کس هم بعد از سرکار معظم هر آینه بخواهد طرح و صادری به بلده جهرم حواله نماید. به اعنایت خدا و نفرین رسول خدا و غضب سایه خدا گرفتار شود. تحریراً فی غره شهر ذیحجه سنه ۱۲۵۷ مطابق اودئیل»
در گوشه جنوب شرقی هشتی، کتیبه سنگی دیگری است که متن آن چنین است: 
«طی نمی‌شود که چون به مضمون احادیث معتبر از حضرت ائمه طاهرین وارد شده‌است هر کس مبدأ مدعی در عمل شر شود، الی یو القیمه، عقاب آن راجع به سوی باعث بدعت اوست علی هذا و هده السنه ۱۲۵۴ جمعی از شد طلبان که انس شیوه شان بر افساد ولایت بود. در خدمت اظهار محتسبی خواستند بر پا کنند که از سباتین و زارعین چیزی بگیرند تا آن که عالی جاه محمد قلیخان تحقیق نموده که این عمل تا حال نبوده‌است. لهذا به صیغه اعنت بود موقوف داشتند که هر کس از حاکم و نایب بعدها بخواهد این عمل را بردارند. لعنت خدا باشد و از شفاء محمد فی یوم الجزا محروم باشد»
بر روی کتیبه‌ای که در گوشه جنوب غربی واقع است نوشته شده که:
«چندی است که در جهرم شغل محتسبی برقرار شده‌است و این عمل از عمل‌های مذموم است و در محض تحصیل دعاگوی دولت سر کار نواب اشراف والا روحی فداه از تاریخ شهر شوال سنه ۱۲۸۴ شغل محتسبی موقوف نمود که هر حاکم و نایبی که من بعدها محتسبی در شهر تعیین کند که از بساتین چیزی دریافت کند. به لعنت خدا و نفرین رسول (ص) گرفتار شود. ارباب داران و میر دمن و زارعین قلمی می‌شود که محتسبی را به صیغه لعنت بود موقوف بود موقوف داششتیم احدی در جهرم از بابت محتسبی دیناری ندهد محض رفاه خلق دعای خیر به جهت دولت سر کار اعلا به صیغه لعنت بود ایذا موقوف داشتیم»
متن کتیبه گچی در شمال غربی هشتی واقع شده نیز چنین است: 
«در عهد پادشاهی محمد رضا شاه پهلوی به وسیله بانوان زینب‌الملوک علی‌پور و پدرالملوک کریمی فرزندان شادروان حاج میرزا عبدالحسین و شادروان خانم‌آغا حقیقت کازرونی تا آخر اسفند ماه ۱۳۴۸ در بازار نوسازی گردید. با نظارت حبیب‌الله حقیقت»